# M.S. Lourenço
M. S. Lourenço, nome académico e literário de Manuel António dos Santos Lourenço (Sintra, 13 de Maio de 1936 - Lisboa, 1 de Agosto de 2009) foi um filósofo, tradutor e escritor português, e professor catedrático jubilado de Lógica e Filosofia da Matemática no Departamento de Filosofia da Faculdade de Letras da Universidade de Lisboa. Destacou-se também como teórico do Experimentalismo poético português. 

## Biografia
M.S. Lourenço licenciou-se, em 1963, com a tese A filosofia da matemática de Ludwig Wittgenstein. Entre 1965 e 1968 foi bolseiro da Fundação Calouste Gulbenkian. Fez os seus estudos pós-graduados em Oxford (Master of Arts) sob a orientação de Michael Dummett, durante a qual preparou a antologia O teorema de Gödel e a hipótese do contínuo (F. C. Gulbenkian, 1979) e uma tradução portuguesa das duas obras clássicas de Ludwig Wittgenstein, Tratado lógico-filosófico e Investigações filosóficas (F. C. Gulbenkian, 1987).
Em 1982, doutorou-se na Universidade de Lisboa (em Letras) com a dissertação Espontaneidade da razão: A analítica conceptual da refutação do empirismo na filosofia de Wittgenstein (editada em 1986 pela Imprensa Nacional-Casa da Moeda). Ocupou um cargo de Leitor de português nas Universidades de Oxford (1968-1971) e da Califórnia (Santa Bárbara, EUA; 1972-1975), leccionando depois (1976-1980) na Universidade do Estado de Indiana (EUA) e mais tarde (1983-1984) na Universidade de Innsbruck (Áustria). Foi ainda Fellow (1979-1980) no National Humanities Center (Chapel Hill, EUA). Entre 1999 e 2004 presidiu à Sociedade Portuguesa de Filosofia. A sua actividade de ensino foi quase exclusivamente preenchida com a divulgação da Filosofia da Matemática e da Lógica.
M. S. Lourenço, do seu casamento (1962-1987) com Maria Manuela Brito Bio Lourenço (1937-1998), professora de história e de filosofia no ensino secundário, foi pai de Frederico Lourenço (1963-), helenista, ensaísta e professor universitário, e de Catarina Lourenço (1965-), bailarina clássica; e, do casamento (1991-2009) com Sylvia Wallinger (1948-), foi pai de Leonora Wallinger Lourenço (1981-2001). Foi ainda detentor das seguintes Ordens: Grã-Cruz da Ordem Militar de Sant'Iago da Espada (4 de outubro de 2004) e Cruz de Honra de I Classe da República da Áustria. 
Após uma luta prolongada contra um cancro do maxilar, M.S. Lourenço faleceu em 1 de Agosto de 2009, na companhia dos familiares mais próximos.

## Obra

### Literatura
- O desequilibrista, 1960.
- O doge, 1962.[2]
- Ode a Upsala ou Aria detta la Frescobalda, 1964.
- Arte combinatória, 1971.
- Wytham Abbey, 1974 (poesia).
- O homem como planta no Auto da Alma de Gil Vicente, 1977.
- Pássaro paradípsico, 1979.[3]
- O doge, 1998, edição revista e aumentada.
- Nada brahma, 1991.
- Os degraus de Parnaso, 1991 (1.ª edição). Obra com a qual ganhou o Prémio D. Dinis da Casa de Mateus, em 1991.
- Os degraus de Parnaso, 2002 (2.ª edição integral).
- O caminho dos Pisões, 2009. A obra poético-literária reunida de M.S. Lourenço (preparada ainda em vida do autor) foi editada por João Dionísio para a Assírio & Alvim[ligação inativa]. Esta obra foi lançada no dia 28 de Outubro às 18h30, na sala 5.2 da Faculdade de Letras (UL); participantes: Fernando Martinho, Miguel Tamen e João Dionísio.

### Tradução
- Jean Guitton, O trabalho intelectual, 1959.[4]
- Romano Guardini, O fim dos tempos modernos, 1964.
- James Joyce, Finnegans wake, I, 3, 1968.[5]
- William & Martha Kneale, O desenvolvimento da lógica, 1972.

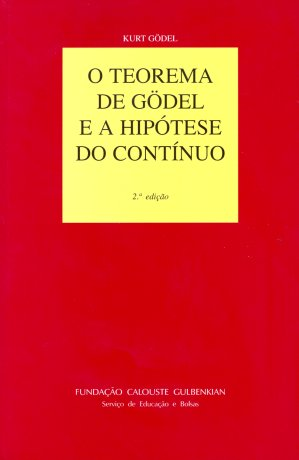

- Kurt Gödel, O teorema de Gödel e a hipótese do contínuo, 1.ª edição, 1979.
- Ludwig Wittgenstein, Tratado lógico-filosófico, Investigações filosóficas, 1987.
- Kurt Gödel, O teorema de Gödel e a hipótese do contínuo, 2.ª edição, revista e aumentada, 2009. Índice da nova edição;Livraria F.C. Gulbenkian.

### Lógica
- Espontaneidade da razão: a analítica conceptual da refutação do empirismo na filosofia de Wittgenstein, 1986.
- Teoria clássica da dedução, 1991.
- A cultura da subtileza: aspectos da filosofia analítica, 1995.
- Estruturas lógicas de primeira ordem, 2003.
- Os elementos do programa de Hilbert, 2004.
- Acordar para a lógica matemática, 2006.[6].
- Fundamentos da matemática, 2008-2009; 13 artigos publicados sob o pseudónimo 'gribskoff' na enciclopédia online de matemática PlanetMath (aqui).

## Obituários
- Morreu o poeta e filósofo M.S. Lourenço, Assírio & Alvim, 3 Agosto, 2009.
- Morreu o poeta e filósofo M.S. Lourenço[ligação inativa], Público, 2 Agosto, 2009.
- Cutileiro, José. In Memoriam: M.S. Lourenço (1936-2009)[ligação inativa], Expresso, 19 Agosto, 2009.
- Murcho, Desidério. Recordar M.S. Lourenço, Crítica, 2 Agosto, 2009.
- Viegas, Francisco José. M.S. Lourenço (1936-2009), A origem das espécies, 2 Agosto, 2009.